# Phrurolithus alatus
Phrurolithus alatus is een spinnensoort uit de familie van de Phrurolithidae.
De wetenschappelijke naam van de soort werd in 1935 gepubliceerd door Wilton Ivie & W.M. Barrows.